# Benjamin Sisko
Kapitan Benjamin Lafayette Sisko – postać fikcyjna, bohater serialu Star Trek: Deep Space Nine. Kapitan Sisko jest dowódcą federacyjnej stacji kosmicznej Deep Space Nine, która stojąc u wrót nowo odkrytego tunelu podprzestrzennego, staje się jednym z najważniejszych strategicznie obiektów w całej Federacji. Odtwórcą roli kapitana Sisko jest Avery Brooks.